# Karel Krejčík
Karel Krejčík (31. ledna 1857 Dobrovice – 4. ledna 1901 Praha) byl český ilustrátor.
Proslavil se zejména karikaturami a kreslenými vtipy, kterými přispíval do časopisů od roku 1879. Byl hlavním ilustrátorem týdeníků Humoristické listy, Paleček a v letech 1887–1900 Šípy. Politicky podporoval mladočechy. Byl oceňovaný pro svou rozsáhlou tvorbu, ale zároveň terčem ostré kritiky politických odpůrců (hlavně sociálních demokratů a Masarykových realistů).

## Život

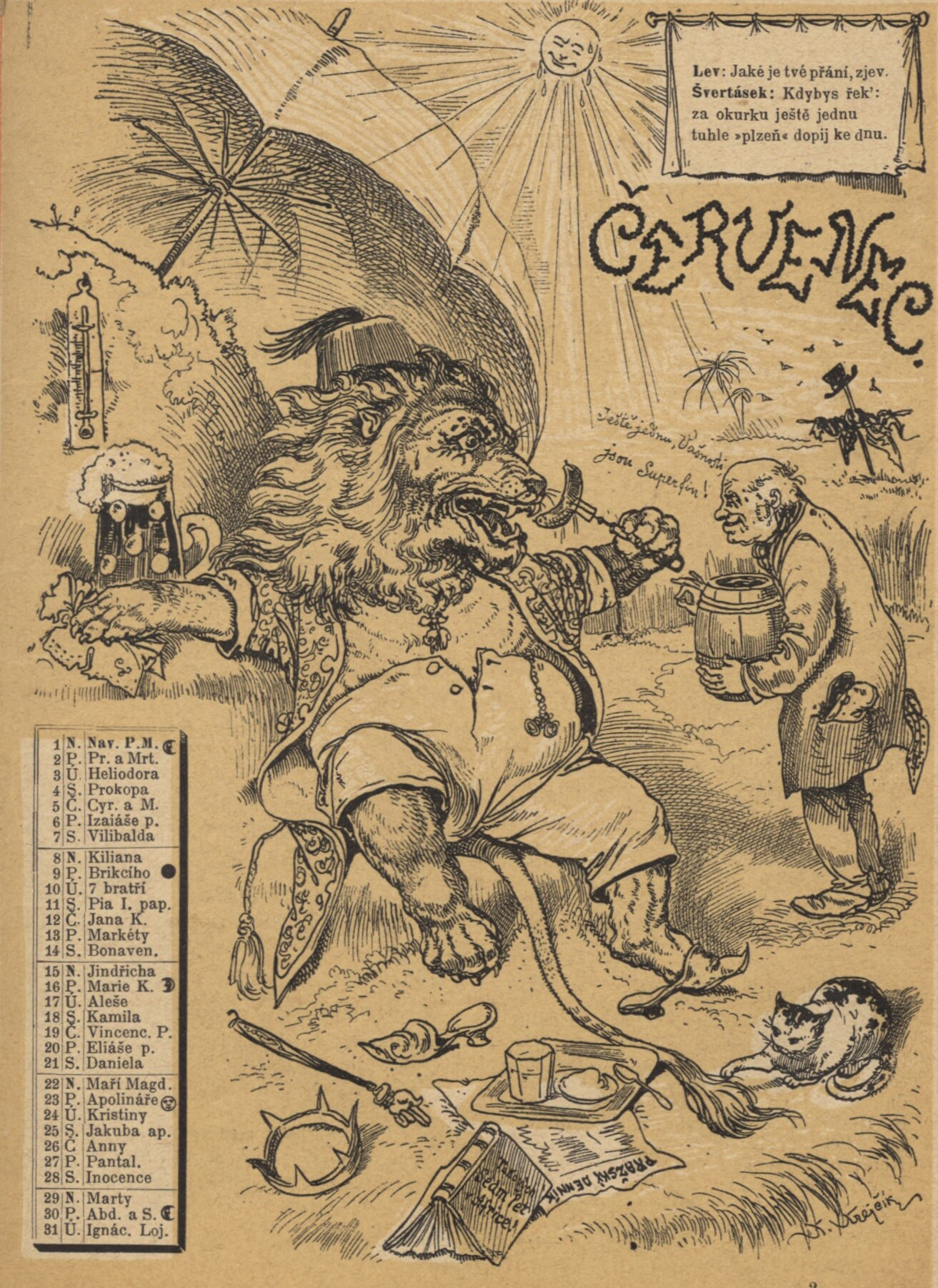
Karel Krejčík (1857-1901): Kalendář Humoristických listů 1888 (Lev a švertásek)

Narodil se v Dobrovici 31. ledna 1857. Od dětství měl výtvarné nadání; například jako chlapec rád pozoroval a kreslil venkovany na trhu. Absolvoval průmyslovou školu v Mladé Boleslavi, kde patřil k nejlepším žákům. V sedmnácti letech nastoupil na pražskou malířskou akademii, kde pod vedením profesora Bernarda studoval olejomalbu. Brzy se ale přeorientoval na kresbu, která lépe odpovídala jeho talentu.
První zaměstnání našel jako kreslič a malíř porcelánu v Dalovicích u Karlových Varů. Tvořil návrhy ozdob pro vázy, které se pak vyvážely do Orientu i jinam, a některé získaly ocenění na pařížské výstavě. Měl respekt u německých kolegů.
Během vojenské služby začal přispívat do Humoristických listů a u ilustrací zůstal do konce života. Nejprve se zaměřil na krajiny, žánry, portréty dívek a dětí. V roce 1878 nakreslil několik vážných ilustrací pro Světozor a Ruch. O rok později se stal hlavním ilustrátorem Humoristických listů (nahradil dosavadního Františka Kolára), k nimž zanedlouho přidal satirické časopisy Paleček a Šotek. Roku 1887 se stal hlavním ilustrátorem mladočeského týdeníku Šípy. Vedle toho externě spolupracoval s vídeňským časopisem Wiener Caricaturen, s vydavateli z Německa (Lipsko, Drážďany, Mnichov), Francie a Slovinska. Ilustroval také knihy pro mládež (viz níže).
Byl příjemným společníkem. K jeho přátelům patřili Jakub Arbes, Josef Václav Frič, Věnceslav Černý, Rudolf Pokorný a další. Pomáhal mladým výtvarníkům a z vlasteneckých pohnutek také českým spolkům v národnostně smíšených oblastech.
Dlouhodobě trpěl žaludeční chorobou. Jeho zdravotní stav negativně ovlivňovalo velké pracovní vypětí (hlavní ilustrátor dvou týdeníků současně, vedle toho zakázky pro další), z něhož odmítal slevit. Počátkem roku 1901 mu už bylo tak špatně, že když se ve čtvrtek 3. ledna zúčastnil voleb, přítomný člen volební komise jej nepoznal. Následujícího dne večer zemřel ve svém bytě v domě čp. 711/VII na Letné na zástavu srdce. Pohřben byl na Olšanech. Přežila ho manželka Eliška (* 1860 Mladá Boleslav) a šestnáctiletá dcera Jarmila (* 1884).
Jeho bratrem byl řezbář, sochař a politik Josef Krejčík.

## Hodnocení

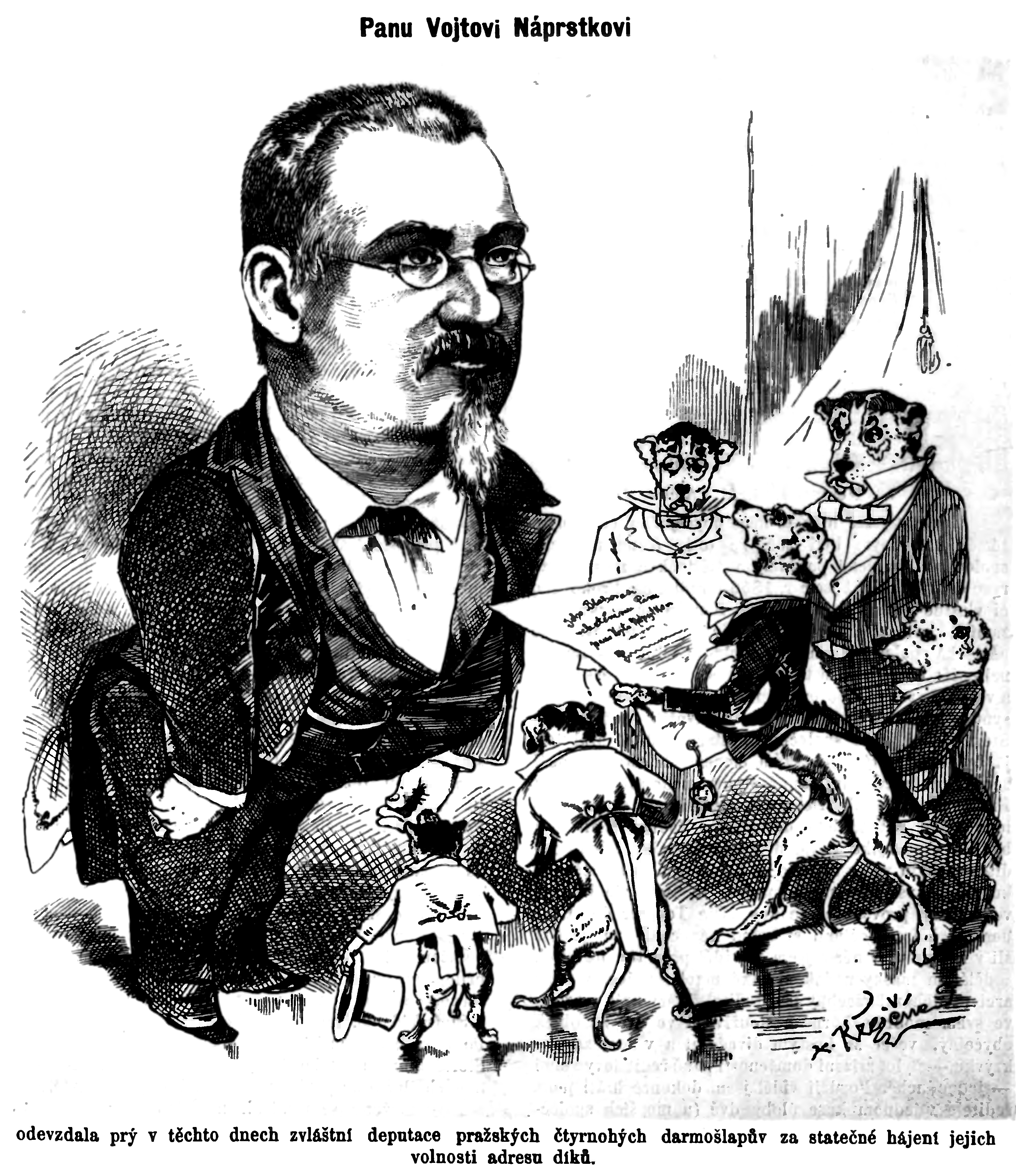
Psí delegace děkuje Vojtovi Náprstkovi za statečné hájení jejich svobod — Krejčíkova reakce na (zamítnutou) Náprstkovu žádost pražskému purkmistru Skramlíkovi, aby psi nemuseli být drženi na vodítku (1881)

Krejčík byl ve své době jedním z mála českých humoristických ilustrátorů a politických karikaturistů. Jeho tvorba zachytila jako kronika všechny oblasti veřejného života. V mladočeských kruzích byl velmi oceňovaný, což dokládají nekrology v Národních listech, Národní politice i Humoristických listech. Svými ostrými politickými karikaturami si ale nadělal i řadu nepřátel. O vzájemných antipatiích Krejčíkova politického tábora a sociálních demokratů svědčí některé aforismy, které na jeho počest uveřejnili spolupracovníci Humoristických listů (například: „Krejčík byl pilným pracovníkem. A pak měl být oblíben u socínů!“). Ještě horší charakteristiku si posmrtně získal od Jana Herbena a T. G. Masaryka; ti ve svém časopise v polovině ledna 1901 tvrdili, že Krejčík zavedl do české literatury sprostotu a obrázkové nadávky, kterým není rovno, a přispěl tak k již nevyhnutelnému úpadku mladočechů. Tento názor, jehož autorství bylo připisováno Herbenovi, byl v Národních listech ostře odsouzen jako hrubá neslušnost vůči zemřelému. S odstupem je však nutné dát Herbenovi s Masarykem alespoň zčásti za pravdu — některé Krejčíkovy obrázky by se daly (přinejmenším z dnešního pohledu) považovat za antisemitské a Masaryk v té době (proces s Hilsnerem) s tímto postojem právem intenzivně bojoval.

## Dílo
- Seznam děl v Souborném katalogu ČR, jejichž autorem nebo tématem je Karel Krejčík

Kromě již zmíněných četných humoristických kreseb v časopisech (Humoristické listy, Paleček, Šotek, Šípy aj.) ilustroval Krejčík následující knihy pro mládež:
- Ladislav Quis: Hloupý Honza (1881)
- František Moc: Měsíčky (1883)
- Václav Špaček: Šlechetnosť ozdoba dítek (1883)
- Antonín Kosina: Chudobinky (1884)
- Jan Karel Hraše: Z naší minulosti (1884)